# Maasgouw (gouw)
De Maasgouw (Latijn: Pagus Mosarium, Masau, Mosagao en Maselant) was een van de gouwen waarin de Frankische koninkrijken (±500-960) waren opgedeeld. In grote lijnen viel hij samen met het Limburgse Maasland, d.i. het gebied tussen Wezet en Nijmegen. Het gebied viel uiteen omstreeks 840.

## Grenzen
In het zuiden grenst de Maasgouw aan de Luikgouw. In het westen gaat hij over in de Haspengouw en in Toxandrië. In de omgeving van Nijmegen begint de Betuwe. In het oosten omvat hij ook de andere Maasoever, reikend tot aan de Gulikgouw en de Hettergouw. De grafelijke vroonhof bevindt zich in het wereldlijke gedeelte van het Romeinse Maastricht (het kerkelijke gedeelte is immers een bezit van de bisschop in Luik).
Al in de 8e eeuw ontstaan diverse enclaves binnen de Maasgouw, voornamelijk door de stichting van rijksabdijen. Het Verdrag van Meerssen (870) somt alle territoria in het koninkrijk Lotharingen op. In de voormalige Maasgouw liggen dan:
- De eeuwenoude Sint-Servaasabdij (S. Servatii) met verschillende bijhorende dorpen
- Het graafschap Oppermaasgouw (Masau superior), waarvan de vroonhof aan de grondslag van het latere graafschap ligt
- De Abdij van Aldeneik (Echa), wiens beneficie (het zgn. "Kessenich-Eik")[2] het noordelijke deel van Masau superior beslaat
- Een koningsgoed genaamd Castellum, misschien overeenstemmend met de plaatsen Casallum of Kessel
- Het graafschap Nedermaasgouw (Masau subterior), met hoofdplaats binnen het oude Blerick of oude Cuijk
- De Abdij van Susteren (Suestre), in het zuidelijke deel van de oostoever
- De Abdij van St.-Odiliënberg (Berch), in het noordelijke deel van de oostoever

## De Maasgouw binnen de post-Karolingische koninkrijken
Door de delingen van Francië behoort de Maasgouw meermaals tot een ander rijksdeel. In 880 valt hij voorgoed aan het latere Heilige Roomse Rijk.
- 837: Herhaald wordt dat, bij de dood van Lodewijk de Vrome, de Mosagao naar Karel de Kale moet vererven.
- 843: Karel moet de Maasgouw afstaan aan zijn halfbroer Lotharius I.
- 870: Ten gevolge van de dood van Lotharius II herwint Karel het gedeelte van Lotharingen ten westen van de Maas.
- 880: Als gevolg van de Slag bij Andernach (876) moet Karloman dit gedeelte weer afstaan aan Oost-Francië.

## (Gouw)graven
- 714: Pepijn van Herstal schenkt het land voor de Abdij van Susteren weg.
- 730: Adelardus sticht de Abdij van Aldeneik voor zijn dochters Harlindis en Relindis.
- ±825: Adalardus, een achterkleinzoon van Pepijn, schenkt Elen en Tongerlo aan de Abdij van Corbie.
- Oppermaasgouw:
  - 841: Giselbert I, de stamvader van het geslacht der "Reginaren" of "Reiniers"
  - 849-958: Personele unie met de Haspengouw
  - 939: Eerste opstand van de Reiniers: Giselbert II sneuvelt en wordt opgevolgd door zijn neef Rudolf I.
  - 958: Tweede opstand van de Reiniers: Rudolf wordt verbannen wegens zijn strijd om de hertogentitel.
  - 967: De comes Rudolf II (een neef?) is getuige bij een schenking aan de Abdij van Sint-Truiden.
  - Versnippering ten bate van het Sint-Servaaskapittel en de eerste heren van Vroenhoven, Pietersheim, Rekem en Elsloo.
- Kessenich-Eik:
  - Mogelijk zijn Reinier I van Henegouwen (±890-915) en Giselbert II (915-939) tot lekenabt benoemd.
  - De rijksabdij valt terug aan de koning, die delen ervan wegschenkt:
    - Een zekere Rothingus ontvangt Wisheim (voor 946), één geheel met het latere "Buiten-Wessem" en Grathem.[3]
    - Ansfried de Oudere ontvangt Casallum (voor 950), waarin later de Drie Eijghen ontstaan.
    - Lambert I van Leuven herwint Dilsen (na 976), later door Adela (II) van Leuven aan het Sint-Servaaskapittel geschonken (1062).
- Nedermaasgouw:
  - ±890: Alberik van Maasgouw is graaf te Blerick.
  - ±920: Lambert van Maasgouw, vader van Adela van Leuven.
  - 1078: Diederik I Flamens is waarnemend gouwgraaf.
  - Versnippering ten bate van de eerste heren van Horn, Kessel en Cuijk–Meer.